# Сухин, Игорь Васильевич
Игорь Васильевич Сухин (род. 14 апреля 1966 года) — российский политический и общественный деятель, глава Богородского городского округа Московской области.

## Биография
Игорь Васильевич Сухин родился 14 апреля 1966 года в Москве.
С 1983 по 1987 годы обучался в Львовском высшем военно-политическом ордена Красной Звезды училище. Являлся ленинским стипендиатом и окончил училище с отличием.
С 1987 по 1991 годы служил в рядах вооруженных сил СССР. Получил воинское звание офицера запаса.
С 1991 по 1997 годы был управляющим крестьянско-фермерского хозяйства «Талан».
С 1997 по 2005 годы являлся руководителем коммерческой компании в Московской области.

### Государственная служба
В 2005 году перешел на государственную службу.
В 2005—2006 годы был главой территориальной Администрации городского поселения Старая Купавна.
В 2006—2009 годы был председателем Совета депутатов городского поселения Старая Купавна, входил в состав бюджетной и социальной комиссий.
В 2009—2018 годы был главой муниципального образования «Город Старая Купавна Московской области». 4 июля 2018 года ушел в отставку в связи с новым назначением.
В 2009—2016 годы Игорь Сухин был председателем Совета Глав городов и сельских поселений Ногинского района Московской области. Занимал должность руководителя городского отделения политической партии «Единая Россия».
10 сентября 2017 года Сухин был избран председателем Совета депутатов Ногинского муниципального района.
5 июля 2018 года распоряжением Губернатора Московской области Андрея Воробьева был назначен врио главы Ногинского муниципального района.
15 октября 2018 года по решению Совета депутатов Богородского городского округа избран на должность главы Богородского городского округа (главный город — Ногинск).

### Личная жизнь
Женат. Имеет трех сыновей.

## Инциденты
По данным издания «Ридус» Игорь Сухин по состоянию на 2013 год являлся гражданином Украины. Таким образом, он оказался гражданином сразу двух государств, России и Украины, несмотря на отсутствие между двумя государствами договора о признании двойного гражданства.
В августе 2020 года действия Игоря Сухина во главе администрации Богородского городского округа вызвали возмущение местных жителей. Они оказались недовольны нецелевым расходованием бюджетных средств.
В октябре 2020 года на канале Рен-ТВ появился сюжет о деятельности семьи Игоря Сухина, которая незаконно обратила в частную собственность муниципальную дорогу в Богородском округе.

## Награды
- 4 декабря 2023 года главе Богородского округа Игорю Васильевичу Сухину вручили нагрудный знак «30 лет Московской области».[7]
- 22 августа 2023 года в преддверии Дня Богородского округа глава БГО Игорь Васильевич Сухин наградил руководителей учреждений культуры и учреждений дополнительного образования округа юбилейной медалью Главы Богородского округа «5 лет Богородскому округу»
- 24 декабря 2024 года Богородский городской округ получил премию «Прорыв года» в номинации «Жильё и городская среда»[8]